# Banco delle Chagos
Il banco delle Chagos (in inglese Great Chagos Bank), nell'arcipelago delle isole Chagos, circa 500 km a sud delle Maldive, è la più grande struttura ad atollo del mondo, con un'area totale di circa 12 642 km². L'atollo è amministrato dal Regno Unito all'interno del territorio britannico d'oltremare chiamato territorio britannico dell'Oceano Indiano.

## Isole
A dispetto delle sue grandi dimensioni, il banco delle Chagos è costituito per la maggior parte da una struttura sottomarina. Tale struttura affiora solo in quattro punti, per un totale di otto singole, basse isole sabbiose aventi una superficie totale di 5,6 km², localizzati tutti nella parte occidentale dell'atollo tranne la solitaria isola Nelsons (o Nelson), situata a metà del lato settentrionale. Tutte queste isole e le acque circostanti sono considerate riserve naturali integrali dal 1998. L'intera parte orientale e meridionale del banco, così come la struttura nelle aree centrali, sono sommerse.
Le isole facenti parte del banco delle Chagos, elencate in senso orario e partendo da sud sono:
- Isola Danger, letteralmente isola Pericolo, poco più lunga, in direzione nord-sud, di 2 km e larga circa 1 km, ha una superficie di 0,66 km² e su di essa crescono palme alte fino a 12 m.
- Isole Eagle
  - Isola Aigle, letteralmente isola Aquila, ha una superficie di 2,45 km² e su di essa crescono palme da cocco.
  - Isola Sea Cow, letteralmente isola Vacca di mare, ha una superficie di 18 ettari.
- Three Brothers e le isole Resurgent, con un'area totale di 0,40 km², sono popolate da palme da cocco.
  - Isola del sud, la più grande del gruppo con una superficie di 23 ettari.
  - Isola di mezzo, avente un'area di 8 ettari.
  - Isolotto roccioso ancora privo di nome.
  - Isola del nord, avente un'area di 6 ettari.
- Isola Nelson, poco più lunga, in direzione est-ovest, di 2 km e larga circa 0,41 km, ha una superficie di 0,40 km².

## Cartografia delle parti sommerse
Il banco delle Chagos è stato oggetto di ricognizione per la prima volta da parte del comandante della Royal Navy, la marina militare britannica, Robert Moresby nel 1837 e tutte le mappe della zona che sono poi state disegnate nel secolo e mezzo a venire erano basate su questa unica ricognizione. Sebbene le mappe delle parti emerse fossero abbastanza accurate, la vera forma delle strutture sommerse fu scoperta solo alla fine del ventesimo secolo quando fu possibile usufruire delle immagini satellitari della zona, fino al 1998 le carte nautiche avevano infatti riportato la dicitura "existence doubtful" ("di dubbia esistenza") sui profili delle formazioni sommerse tracciati da Moresby.